# 모호크어
모호크어(/ˈmoʊhɔːk/  ( 듣기)
) 또는 카니엔케하(Kanienʼkéha, "부싯돌 장소(Flint Place)의 [언어]")는 이로쿼이어족에 속한 언어로서 미국 뉴욕, 캐나다의 온타리오와 퀘벡 등지에서 사용되고 있다고 한다.
방언은 중앙 방언인 아퀘사스네(Ahkwesáhsne) 방언과 서부 방언인 티엔디나가와 6부족 연합(Six Nations and Tyendinaga) 동부 방언인 카나와케(Kahnawà:ke)와 카네사타케(Kanehsatà:ke)방언이 있다.
모호크어는 다른 이로쿼이 연맹에 속한 부족의 언어와 달리 사용자가 그나마 많은 언어이다. 그러나 젊은 세대와 아이들에게 잘 전승되지는 않는다고 한다.

## 방언
여러 모호크족 공동체에서 언어는 약간 다르게 말한다. 가장 눈에 띄는 차이는 편지(letter)에서 'r'은 아퀘사스네에서는 'L'로 발음한다. 또 다른 차이는 'ts'의 발음인데 카나와케에서는 이 소리를 'tsunami'의 'ts'와 유사하게 발음하지만 다른 보호구역에서는 다르다. 세 번째 차이는 자음 'k'와 't'를 발음하는 것이다. 대부분의 방언에서는 이 자음을 모음 앞에 있을 때 영어의 'g'와 'd'(한글의 'ㄱ'과 'ㄷ')처럼 소리난다. 그러나 티엔디나가에서는 어떤 화자가 자음이 어떤 모음 앞에 있을 때(영어의 'skate'나 'stake' 같이) 무기음의 무성어(unaspirated voiceless)로 발음한다. 모호크 방언의 차이는 캐나다 영어와 미국식 영어의 사이와 같은 것이다.

## 발음
- 모음

A a - 한국어의 '아'로 발음한다.
A: a: - '아' 발음을 좀 더 길게 끌어준다.
E e - 한국어의 '에'로 발음한다.(:가 붙어있으면 좀 더 끌어서 읽는다.)
I i - 한국어의 '이'로 발음한다.(:가 붙으면 좀 더 끌어서 읽는다.)
O o - 한국어의 '오'로 발음한다.(:가 붙으면 좀 더 끌어서 읽는다.)
- 비음 - 비음 모음은 영어에 없다. 그러나 프랑스어와 유사하거나 영어로 말하는 사람이 프랑스 억양을 쓰는 것과 유사하다. 그들은 구두 모음과 같이 발음한다. 코와 입을 이용해 발음을 한다. 영어 사용자에게는 콧소리 모음이 글자의 끝에 'n(ㄴ)'과 약간 비슷하게 발음한다. 예를 들면 프랑스어의 'bon'과 'Jean'처럼 발음한다.

en (en, ę, enh)
이때는 '언'과 유사하게 발음한다.
en: (en, ę:)
on (ų, onh, ũ)
on: (on, ų:, ũ)
- 자음

h - 한국어의 "ㅎ"처럼 발음한다.
k - "ㄱ"이나 "ㅋ"처럼 발음한다.
kw - 영어의 "Gwen"이나 "queen"처럼 발음한다.
r - 한국어의 "ㄹ"처럼 발음한다. 어떤 방언에서는 로마자의 "L"로 발음한다.
n - 한국어의 "ㄴ"처럼 발음한다.
s - 한국어의 "ㅅ"처럼 발음하나 로마자 'y'나 'i'앞에 있으면 영어의 'shell'의 'sh'처럼 발음한다.
t - 한국어의 "ㄷ"이나 "ㅌ"처럼 발음한다.
ts - 한국어로 "ㅊ"처럼 발음하나 로마자 'y'나 'i'앞에 있으면 'ㅈ'처럼 발음한다.
w - 영어의 'way'의 "W"처럼 발음한다.
wh - 어떤 모호크어 사용자는 많은 영국식 영어의 사용자가 발음하는 "which"처럼 무성음의 "W"(voiceless "breathy w")로 발음한다. 그러나 다른 모호크어 사용자들은 영어의 ' fair'의 "f"처럼 발음한다.
y - 영어의 "yes"의 "y"처럼 발음한다.
’- 끊어 줄때 내는소리(pause sound)이다. "uh-oh."의 가운데처럼 발음한다.

단, 'th'는 영어의 'think'처럼 발음하지 않으며 'sh'도 영어의 'mishap'처럼 발음하도록 한다.

## 현대 미디어 및 문화에서의 쓰임새
게임 어쌔신 크리드 III에 주인공인 라둔하게둔과 모호크족들이 이 언어를 쓰는 장면이 있다. 라둔하게둔(Ratonhnhaké:ton)은 '상처받은 삶'이라는 의미이다.

## 같이 보기
- 이로쿼이어족
- 오나이다어
- 세네카어
- 로제타 스톤